# Vierzehn-Nothelfer-Kirche (Graz)

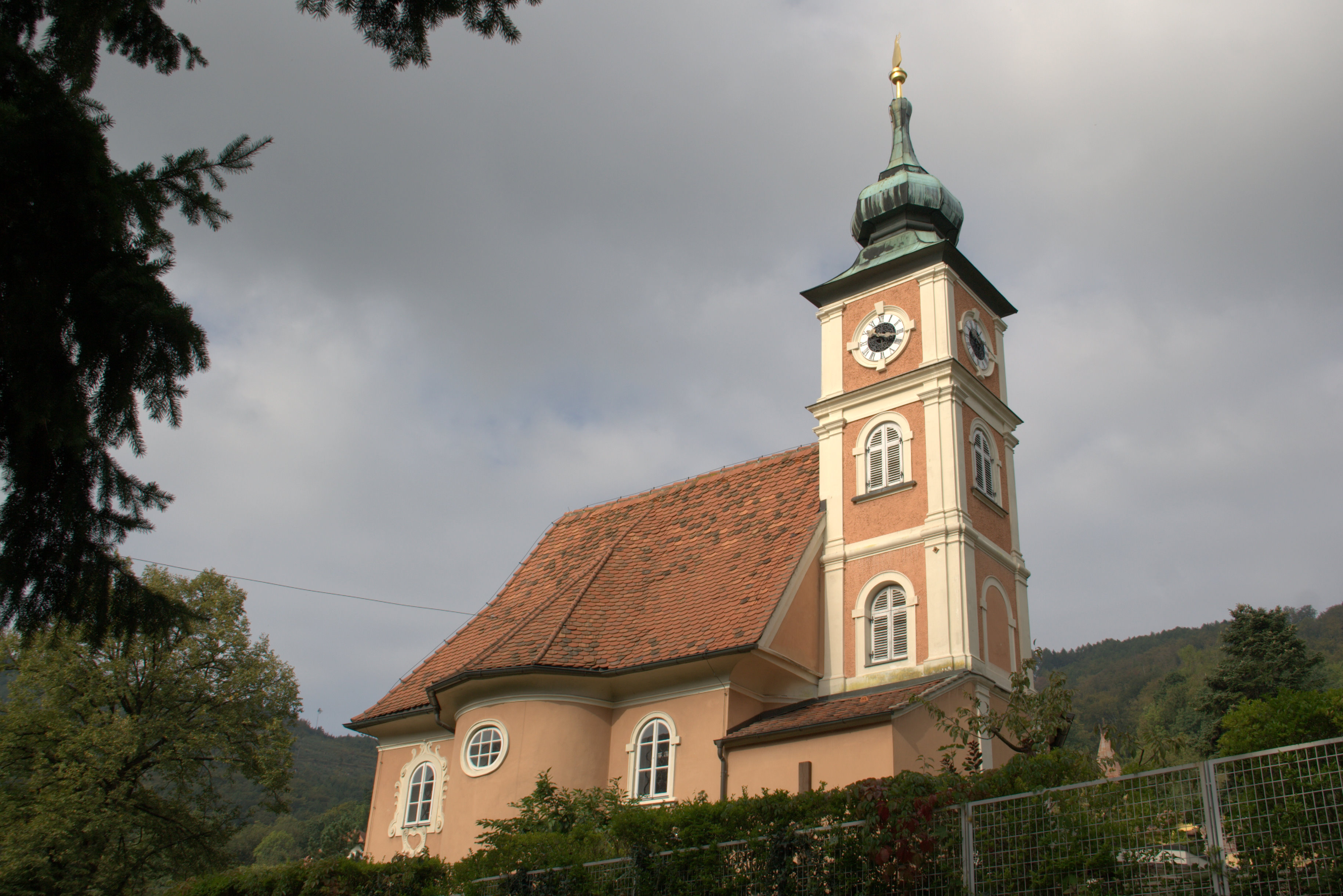
Außenansicht

Die Vierzehn-Nothelfer-Kirche ist eine römisch-katholische Kirche im 14. Grazer Gemeindebezirk Eggenberg. Sie ist die Anstaltskirche des Krankenhauses der Barmherzigen Brüder in Eggenberg.

## Geschichte
Der barocke Bau steht neben dem Krankenhaus der Barmherzigen Brüder an einem Ausläufer des Plabutsches. Die Kirche wurde laut einer Pestvotivinschrift im Jahr 1680 erbaut. Die Vollendung des von Johann Anton II. Joseph von Eggenberg in Auftrag gegebenen Bauwerks war wahrscheinlich um das Jahr 1684. Es erhielt das in der Steiermark sehr seltene Patrozinium der Vierzehn Nothelfer. 1950 wurde die Kirche der Kongregation der Barmherzigen Brüder übereignet.

## Architektur und Gestaltung
Auf dem mittelgroßen Kirchenbau ist ein Turm mit Zwiebeldach aufgesetzt. Halbkreisförmige Kapellen und ein Chor mit seitlichen Anbauten sind an das Gebäude angeschlossen. Die Turmhalle weist ein Kreuzgewölbe auf. Der Innenraum ist ein kurzes dreijochiges Langhaus mit Spiegelgewölbe. Die Außenfassade ist mit Sandsteinfiguren und stuckumrahmten Nischen und Ziergiebelfiguren geschmückt, die aus der Bauzeit stammen. Der Innenraum ist mit einer Stuccolustro-Brüstung mit einem Allianzwappen der Familien Eggenberg-Sternberg versehen. Die Stuckaturen werden Alessandro Serena und seiner Werkstätte zugeschrieben. Die Chornische stammt aus dem zweiten Viertel des 18. Jahrhunderts. Die Secco-Malereien mit Darstellungen der heiligen Dreifaltigkeit und eines Granatapfels stammen vom Künstler Toni Hafner.

## Inneneinrichtung
Zu den wichtigsten Stücken der Inneneinrichtung zählen ein Gemälde der Maria Immaculata von Hans Adam Weissenkircher (1687), ein Neorenaissance-Tabernakel (1886), ein spätgotisches Vesperbild (um 1510 oder 1520) und Holzfiguren der Apostel Petrus und Paulus (18. Jahrhundert). Die Seitenkapellen sind mit Kreuzwegbildern von Toni Hafner ausgestattet. Ein Marien-Gnadenbild von Sasso (um 1688) und eine Darstellung des heiligen Donatus sind in der Sakristei zu finden.

## Pfarrdienst
Die Krankenhausseelsorge übernimmt das römisch-katholische Dekanat Graz-West.
Daneben beherbergt sie die Grazer Pfarrgemeinde der Rumänischen griechisch-katholischen Kirche, die zum gemeinsamen Ordinariat für die byzantinischen Gläubigen in Österreich gehört.